# Sylwester Janiszewski
Pour les articles homonymes, voir Janiszewski.
Sylwester Janiszewski, né le 24 janvier 1988, est un coureur cycliste polonais.

## Biographie
Sylwester Janiszewski est membre de l'équipe continentale polonaise Legia en 2008 et 2009. Il monte sur le podium du championnat de Pologne de cyclo-cross espoirs en 2007, 2008 et 2009.
En 2010, il rejoint l'équipe continentale professionnelle polonaise CCC Polsat-Polkowice. Il participe aux championnats du monde sur route des moins de 23 ans en 2009 à Mendrisio en Suisse, où il abandonne, et en 2010 à Melbourne en Australie (17e). En 2012, il remporte le Mémorial Henryk Łasak, mais il est par la suite déclassé après un contrôle positif à l'androstènedione et perd la victoire obtenue sur cette course. Par contre, il conserve sa victoire obtenue le lendemain sur la Coupe des Carpates.

## Palmarès
- 2007
  - 2e du championnat de Pologne de cyclo-cross espoirs
- 2008
  - 3e du championnat de Pologne de cyclo-cross espoirs
- 2009
  - 3e du championnat de Pologne de cyclo-cross espoirs
- 2010
  - 3e du Mémorial Ireneusza Maciasia
- 2012
  - Mémorial Henryk Łasak[3]
  - Coupe des Carpates
  - Szosami Zagłębia
  - Puchar Prezydenta Miasta Ruda Slaska
  - Prologue du Dookoła Mazowsza
  - 4e étape du Bałtyk-Karkonosze Tour
  - 2e du Puchar Wojta Gminy Chrzastowice
  - 3e du Mémorial Andrzej Trochanowski
  - 3e du Mémorial Stanisława Królaka
  - 3e du championnat de Pologne sur route
- 2015
  - 4e étape du Szlakiem Grodów Piastowskich
- 2016
  - 3e du championnat de Pologne sur route
  - 2e du Mémorial Henryk Łasak
- 2017
  - 4e étape du Bałtyk-Karkonosze Tour
  - 2e du Mémorial Henryk Łasak
  - 3e du Puchar Ministra Obrony Narodowej
  - 3e du Tour de Bohême de l'Est
  - 3e du Memorial im. J. Grundmanna J. Wizowskiego
- 2018
  - Course de Solidarność et des champions olympiques : 
    - Classement général
    - 1re et 5e étapes

  - 2e du Mémorial Andrzej Trochanowski
- 2019
  - Memorial im. J. Grundmanna J. Wizowskiego
  - 3e du Mémorial Roman Siemiński
- 2020
  - 4e étape de Belgrade-Banja Luka
  - 4e étape de la Course de Solidarność et des champions olympiques
  - 2e de la Course de Solidarność et des champions olympiques

## Classements mondiaux
| Année           | 2008 | 2009 | 2010 | 2011 | 2012 |
| --------------- | ---- | ---- | ---- | ---- | ---- |
| UCI Asia Tour   |      |      |      | 155e | 191e |
| UCI Europe Tour | 650e | 830e | 427e | 937e | 77e  |